# كابو جونيو أمارال
كابو جونيو أمارال (من مواليد 30 يونيو 1987) شخصية عسكرية وسياسية برازيلية. أمضى حياته السياسية ممثلاً لولاية ميناس جيرايس مسقط رأسه، حيث شغل منصب ممثل الولاية منذ عام 2015.

## الحياة الشخصي
ة
أمارال هو عريف في الشرطة العسكرية البرازيلية.

## الحياة السياسية
كان أمارال المرشح الأكثر تصويتًا لمجلس النواب في ولاية ميناس جيرايس، حيث حصل على 158.541 صوتًا أو 1.57٪ من مجموع الأصوات الصحيحة. منذ انتخابه، شغل أمارال منصب نائب رئيس حزب بي إل إس وأعضاء التحالف في مجلس النواب بالبرلمان البرازيلي. هو حليف أيديولوجي وسياسي وثيق لجاير وإدواردو بولسونارو.